# Steran

Steran – číslování cyklů a atomů uhlíku

Jako steran se označuje organická uhlovodíková molekula, která slouží jako základ steroidních látek. Chemické označení steranu je hexadekahydrocyklopenta[a]fenanthren nebo též cyklopentanoperhydrofenanthren. Skládá se ze tří cyklů o šesti uhlíkových atomech a jednoho cyklu o pěti uhlíkových atomech, které se označují písmeny A, B, C, D. Molekula obsahuje šest stereocenter, a to na uhlíkových atomech, které náležejí dvěma cyklům zároveň (atomy 5, 10, 8, 9, 13, 14). Steran je souhrnný pojem pro všechny stereoizomery o uvedeném základě bez ohledu na to, jak jsou uspořádány atomy připojené na stereocentra.[zdroj?]
Základ přírodních látek (steroidů apod.) s konfigurací (8β,9α,10β,13β,14α) se nazývá gonan.

## Odvozené steroidy lidského těla
| počet atomů uhlíku | jméno                                     | struktura | skupina odvozených látek   |
| ------------------ | ----------------------------------------- | --------- | -------------------------- |
| C18                | estran (13β-methylgonan)                  |           | estrogen                   |
| C19                | androstan (10β,13β-dimethylgonan)         |           | androgen                   |
| C21                | pregnan (17β-ethyl-10β,13β-dimethylgonan) |           | gestageny, kortikosteroidy |